# Cordylurella nana
Cordylurella nana är en tvåvingeart som först beskrevs av Friedrich Hermann Loew 1864.  Cordylurella nana ingår i släktet Cordylurella och familjen kolvflugor. Inga underarter finns listade i Catalogue of Life.